# Platysenta stelligera
Platysenta stelligera là một loài bướm đêm trong họ Noctuidae.